# Campeonato de Europa de ajedrez juvenil
El Campeonato de Europa de ajedrez juvenil fue un torneo de ajedrez celebrado anualmente para determinar el mejor jugador continental de edad inferior a 20 años. La competición fue organizada por la FIDE entre 1971-72 y 2002. Con anterioridad se jugaba el llamado Torneo Niemeyer, con sede en Groningen, entre 1962-63 y 1970/71, que era considerado, aunque no oficialmente,un campeonato europeo sub-20. También se celebró el torneo en categoría femenina a partir de 1977-78.

## Cuadro de honor
| Año                         | Lugar        | Ganador masc.                                            | Lugar           | Ganador fem.           |
| Torneo Niemeyer             |              |                                                          |                 |                        |
| --------------------------- | ------------ | -------------------------------------------------------- | --------------- | ---------------------- |
| 1962/1963                   | Groningen    | Coenraad Zuidema                                         |                 |                        |
| 1963/1964                   | Groningen    | Robert Gijsbertus Hartoch Jørn Sloth                     |                 |                        |
| 1964/1965                   | Groningen    | Hans Ree Robert Hübner                                   |                 |                        |
| 1965/1966                   | Groningen    | Andrew John Whiteley Hans Ree                            |                 |                        |
| 1966/1967                   | Groningen    | Mikhail Steinberg                                        |                 |                        |
| 1967/1968                   | Groningen    | Anatoli Kàrpov                                           |                 |                        |
| 1968/1969                   | Groningen    | Karl-Heinz Siegfried Maeder Zoltán Ribli Rafael Vaganian |                 |                        |
| 1969/1970                   | Groningen    | András Adorján                                           |                 |                        |
| 1970/1971                   | Groningen    | Zoltán Ribli                                             |                 |                        |
| Campeonato de Europa Junior |              |                                                          |                 |                        |
| 1971/1972                   | Groningen    | Gyula Sax                                                |                 |                        |
| 1972/1973                   | Groningen    | Oleg Romànixin                                           |                 |                        |
| 1973/1974                   | Groningen    | Sergei Makarichev                                        |                 |                        |
| 1974/1975                   | Groningen    | John Nunn                                                |                 |                        |
| 1975/1976                   | Groningen    | Alexander Kochyev                                        |                 |                        |
| 1976/1977                   | Groningen    | Ľubomír Ftáčnik                                          |                 |                        |
| 1977/1978                   | Groningen    | Shaun Taulbut                                            | Novi Sad        | Bozena Sikora Rita Kas |
| 1978/1979                   | Groningen    | John van der Wiel                                        | Kikinda         | Nana Ioseliani         |
| 1979/1980                   | Groningen    | Aleksandr Txernín                                        | Kula            | Nana Ioseliani         |
| 1980/1981                   | Groningen    | Ralf Åkesson                                             | Senta           | Agnieszka Brustman     |
| 1981/1982                   | Groningen    | Curt Hansen                                              | Panonia         | Elena Stupina          |
| 1982/1983                   | Groningen    | Jaan Ehlvest                                             |                 |                        |
| 1983/1984                   | Groningen    | Valeri Sàlov                                             |                 |                        |
| 1984/1985                   | Groningen    | Ferdinand Hellers                                        | Katowice        | Ildikó Mádl            |
| 1985/1986                   | Groningen    | Alexander Khalifman                                      |                 |                        |
| 1986/1987                   | Groningen    | Vassil Ivantxuk                                          | Băile Herculane | Ildikó Mádl            |
| 1987/1988                   | Arnhem       | Borís Guélfand                                           |                 |                        |
| 1988/1989                   | Arnhem       | Aleksei Dréiev Borís Guélfand                            | no disputat     |                        |
| 1989/1990                   | Arnhem       | Grigory Serper                                           | Dębica          | Svetlana Matveeva      |
| 1990/1991                   | Arnhem       | Rune Djurhuus                                            |                 |                        |
| 1991/1992                   | Aalborg      | Aleksandr Dèltxev                                        |                 |                        |
| 1992                        | Sas van Gent | Aleksei Aleksàndrov                                      | Hradec Králové  | Nino Khurtsidze        |
| 1993                        | Vejen        | Vladislav Borovikov                                      | Svitavy         | Ilaha Kadimova         |
| 1994                        | no disputado |                                                          | Svitavy         | Silvia Aleksieva       |
| 1995                        | Holon        | Yury Shulman                                             | Zanka           | Marija Velcheva        |
| 1996                        | Siofok       | Andrey Shariyazdanov                                     | Tapolca         | Maia Lomineishvili     |
| 1997                        | Tallinn      | Dimitri Tyomkin                                          | Tallinn         | Sofiko Tkeshelashvili  |
| 1998                        | Ereván       | Levon Aronian                                            | Ereván          | Sofiko Tkeshelashvili  |
| 1999                        | Niforeika    | Dennis de Vreught                                        | Niforeika       | Regina Pokorna         |
| 2000                        | Avilés       | Adam Horvath                                             | Avilés          | Jovanka Houska         |
| 2001                        | Rion         | Zviad Izoria                                             | Rion            | Iweta Radziewicz       |
| 2002                        | Bakú         | Zviad Izoria                                             | Bakú            | Zeinab Mamedyarova     |